# ولک پترویک
ولک پترویک (به چکی: Velké Petrovice) یک منطقهٔ مسکونی در جمهوری چک است که در Náchod District واقع شده‌است.

## خصوصیات
ولک پترویک ۶٫۱۲ کیلومترمربع مساحت و ۳۷۵ نفر جمعیت دارد و ۴۸۶ متر بالاتر از سطح دریا واقع شده‌است.